# Lucey (Meurthe i Mosel·la)
Lucey és un municipi francès situat al departament de Meurthe i Mosel·la i a la regió del Gran Est. L'any 2007 tenia 567 habitants.

## Demografia

### Població
El 2007 la població de fet de Lucey era de 567 persones. Hi havia 218 famílies, de les quals 44 eren unipersonals (16 homes vivint sols i 28 dones vivint soles), 71 parelles sense fills, 95 parelles amb fills i 8 famílies monoparentals amb fills.
La població ha evolucionat segons el següent gràfic:
Habitants censats

### Habitatges
El 2007 hi havia 241 habitatges, 217 eren l'habitatge principal de la família, 11 eren segones residències i 13 estaven desocupats. 238 eren cases i 3 eren apartaments. Dels 217 habitatges principals, 195 estaven ocupats pels seus propietaris, 19 estaven llogats i ocupats pels llogaters i 3 estaven cedits a títol gratuït; 17 tenien tres cambres, 53 en tenien quatre i 146 en tenien cinc o més. 179 habitatges disposaven pel capbaix d'una plaça de pàrquing. A 81 habitatges hi havia un automòbil i a 117 n'hi havia dos o més.

### Piràmide de població
La piràmide de població per edats i sexe el 2009 era:
| Homes | Edats   | Dones |
| ----- | ------- | ----- |
| 0     | 95 o +  | 0     |
| 0     | 90 a 94 | 0     |
| 0     | 85 a 89 | 4     |
| 4     | 80 a 84 | 4     |
| 12    | 75 a 79 | 20    |
| 8     | 70 a 74 | 12    |
| 24    | 65 a 69 | 20    |
| 4     | 60 a 64 | 16    |
| 4     | 55 a 59 | 4     |
| 20    | 50 a 54 | 12    |
| 28    | 45 a 49 | 12    |
| 28    | 40 a 44 | 36    |
| 28    | 35 a 39 | 24    |
| 20    | 30 a 34 | 20    |
| 12    | 25 a 29 | 8     |
| 8     | 20 a 24 | 12    |
| 12    | 15 a 19 | 20    |
| 8     | 10 a 14 | 24    |
| 36    | 5 a 9   | 16    |
| 0     | 0 a 4   | 16    |

## Economia
El 2007 la població en edat de treballar era de 361 persones, 283 eren actives i 78 eren inactives. De les 283 persones actives 265 estaven ocupades (151 homes i 114 dones) i 18 estaven aturades (7 homes i 11 dones). De les 78 persones inactives 19 estaven jubilades, 34 estaven estudiant i 25 estaven classificades com a «altres inactius».

### Ingressos
El 2009 a Lucey hi havia 229 unitats fiscals que integraven 583 persones, la mediana anual d'ingressos fiscals per persona era de 20.828 €.

### Activitats econòmiques
Dels 13 establiments que hi havia el 2007, 2 eren d'empreses extractives, 2 d'empreses alimentàries, 1 d'una empresa de fabricació d'altres productes industrials, 2 d'empreses de construcció, 2 d'empreses de comerç i reparació d'automòbils, 1 d'una empresa d'hostatgeria i restauració, 1 d'una empresa d'informació i comunicació i 2 d'empreses de serveis.
Dels 3 establiments de servei als particulars que hi havia el 2009, 1 era un paleta, 1 guixaire pintor i 1 restaurant.
L'únic establiment comercial que hi havia el 2009 era una fleca.
L'any 2000 a Lucey hi havia 22 explotacions agrícoles que ocupaven un total de 342 hectàrees.

## Equipaments sanitaris i escolars
El 2009 hi havia 1 escola maternal i 1 escola elemental.

## Poblacions més properes
El següent diagrama mostra les poblacions més properes.